# Barby (Alemanha)
Barby é um município da Alemanha, situado no distrito de Salzland, no estado de Saxônia-Anhalt. Tem 152,61 km² de área, e sua população em 2019 foi estimada em 8.323 habitantes.